# Volvariella volvacea
Volvariella volvacea (conocido como champiñón de Straw, seta de arroz o paja seta) es una especie de hongo comestible cultivado en todo el este y sudeste de Asia y ampliamente utilizado en la culinaria asiática.

## Nombres
En chino, son llamados cǎogū (草菇, lit. "Paja champiñón"); en Filipinas son conocidos como kabuteng saging (hongo de banana); en thai se llaman het fang (เห็ดฟาง) y en vietnamita son llamados nấm rơm. En Asia es fácil conseguirlos frescos, pero fuera de los países de cultivo se venden enlatados o secos.

## Cultivo
Estos hongos son cultivados en camas de paja de arroz y cosechados inmaduros, durante la fase de botón o "huevo" y antes de que se abra el velo. Son adaptables y necesitan de 4 a 5 días para madurar. Se cultivan en climas subtropicales, con alta pluviosidad anual. No se conocen registros de su cultivo anteriores al siglo XIX.

## Precaución
Se parece al hongo venenoso Amanita phalloides (tapas de la muerte), pero puede distinguirse porque la esporada de la especie venenosa es blanca y la de la especie comestible es rosada. Su confusión ha provocado algunas intoxicaciones en personas tanto en California como en Australia.